# Boudslaw
Boudslaw (en biélorusse : Будслаў) ou Boudslav (en russe : Будслав) est une localité du raïon de Miadzel, dans la voblast de Minsk, en Biélorussie. Située sur la rivière Servetch, Boudslaw est le centre administratif du selsoviet de Boudslaw.

## Histoire

### République des Deux Nations
Le village est mentionné pour la première fois en 1504, lorsque le grand-duc Alexandre en fait don aux moines bernardins de Vilna.
Selon la légende, le roi Étienne Báthory (1533-1586) aurait offert Boudslaw au Rittmeister Jérôme Oskierko (ru) (armoiries Murdelio (ru)).
En 1589, les moines bernardins y construisent une église en bois, qu'ils remplacent en 1643 par une église en pierre.

Le 6 octobre 1732, Boudslaw est approuvée par le roi Auguste III.

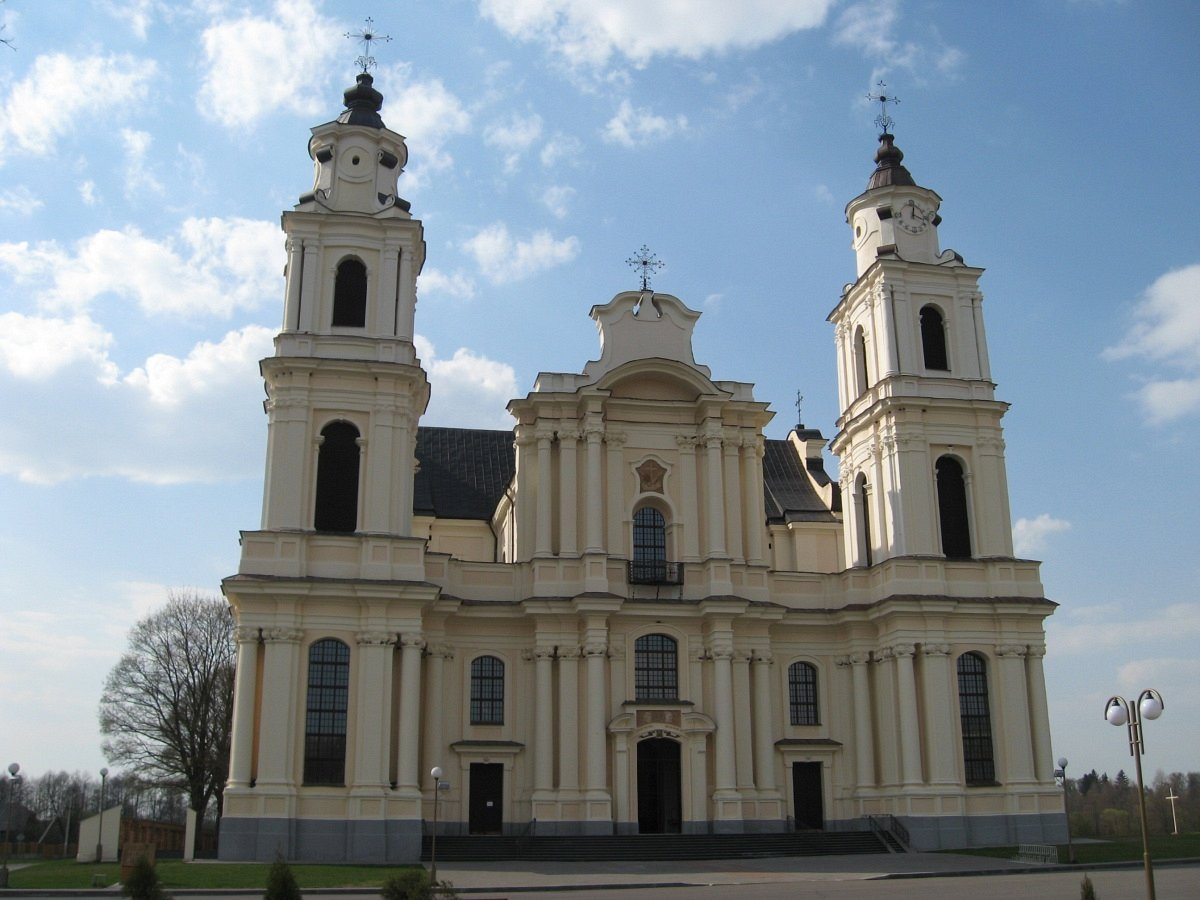
Église de l'Assomption-de-la-Sainte-Vierge-Marie de Boudslaw

En 1783, un monastère en pierre est érigé : il comprend l'église des Bernardins de Boudslaw et deux chapelles.

### Empire russe
En 1793, Boudslaw est rattaché à l'ouïezd de Vileïka, dans l'Empire russe.
En 1800, une école paroissiale de 2 classes est ouverte à Boudslaw, ce qui en fait la plus ancienne de toutes les écoles du gouvernement de Vilna.
En 1848, le lieu devient la propriété de I. I. Oskerko.
En 1861, le domaine emploie 430 serfs.
En 1868, Boudslaw compte 259 habitants, répartis en 48 ménages.
À partir de 1885, Boudslaw devient centre de volost, et sa population atteint les 327 habitants, pour 50 ménages. Boudslaw compte alors une église, une synagogue et une école paroissiale.
Boudslaw a profité de la construction d'une liaison ferroviaire entre Polotsk et Molodetchno en 1907 et de l'apparition d'une gare à 2 km du village pour s'étendre et se développer.
Entre 1908 et 1910, Jan Oskerko (1871-1934), marié à Kristina Souljinskaïaa, a considérablement agrandi et reconstruit le manoir de Boudslaw.

### Première Guerre mondiale
Lors de la percée de Sventiany en 1915, la cavalerie allemande s'empare de la ville.
Le 13 septembre 1915, les Allemands sont chassés de la ville par la 2e brigade de la 3e division cosaque du Don, menée par Vassili Kalédine (ru).
En 1916, Boudslaw accueille le quartier général de la 2e armée russe du front occidental, acteur principal de l'offensive du lac Narotch de 1916.

### République populaire biélorusse
De 1917 à 1919, Boudslaw, qui fait alors partie de la République populaire biélorusse, a accueilli un gymnase biélorusse. Le pouvoir soviétique est rétabli le 10 décembre 1918, après le départ des troupes allemandes de la ville.

### République polonaise
À partir de 1921, Boudslaw fait partie de la république de Pologne et devient le centre de la gmina du powiat de Vileïka, dans la voïvodie de Wilno.

### République socialiste soviétique de Biélorussie
À partir de 1939, Boudslaw fait partie de la république socialiste soviétique de Biélorussie. En 1940, il devient le centre d'un selsoviet du raïon de Krivitchi puis, à partir de 1962, du raïon de Miadzel.

## Population
En 1970, la population était de 859 personnes réparties dans 318 ménages. En 1996, la population était de 721 personnes réparties dans 300 ménages. En 2009, on comptait 561 habitants.

## Économie
Boudslaw abrite une exploitation forestière, une école secondaire, une Maison de la Culture, un centre de service aux consommateurs et un bureau de poste.

## Culture
- Maison de la Culture
- Musée Pavlina Miadiolka (ru) d'histoire locale

## Événements et activités

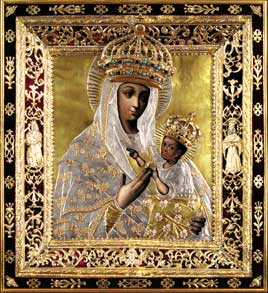

Le premier week-end de juillet a lieu la Fête de Boudslaw, une célébration annuelle en l'honneur de la vénération de l'icône de Notre-Dame de Boudslaw (ru).

## Attractions
- Église de l'Assomption-de-la-Sainte-Vierge-Marie de Boudslaw (seconde moitié du XVIIIe siècle) :
  - Icône de Notre-Dame de Boudslaw (ru)
  - Autel (XVIIe siècle)
- Ancien monastère des Bernardins, comprenant l'église de l'Assomption-de-la-Sainte-Vierge-Marie
- Presbytère (XIXe siècle)
- Chapelle (XIXe siècle)
- Parc créé en 1907, partiellement conservé
- Chapelle catholique
- Moulin à eau (années 1930) )
- Manoir et parc Oskerko (XVIIIe – XXe siècles)

### Monument, sculpture
- Statue de Lénine

### Héritage perdu
- Palais Oskerko (XVIIIe siècle)

## Personnalité liée à la commune
- Vincent Jouk-Hrychkievitch